# Piso-Sanallenggam
Das Piso-Sanalenggam, auch Piso Sanalenngan, Piso Sinalenggam, Piso Sinalenggan, Piso Surik Sinalenggan, Sanalenggam, ist ein Schwert aus Sumatra.

## Beschreibung
Das Piso-Sanallengam hat eine einschneidige, schwere Hiebklinge. Die Klinge wird vom Heft zum Ort breiter. Der Schwerpunkt liegt nahe dem Ort. Die Klinge hat meist weder Hohlschliff noch Mittelgrat. Die Schneide verläuft s-förmig und vom Klingenrücken zum Ort in einer leichten Kurve. Das Heft ist aus Holz oder Horn geschnitzt und mit Verzierungen ausgestattet oder am Ende gespalten. Das Heft ist zum Knauf hin gebogen. Die Zwinge und der Knauf sind meist aus Messing. Die Scheiden sind aus Holz und flach gearbeitet. Das Mundloch ist  breiter als die Klinge und zur Schneidenseite überragend. Das Scheidenende ist abgebogen gearbeitet. Das Piso-Sanalenggam  wird von der Ethnie der Batak benutzt.